# 塔之澤站
塔之澤站（日语：／ Tōnosawa eki */?）是位於神奈川縣足柄下郡箱根町塔之澤，屬於小田急箱根鐵道線（箱根登山電車）的鐵路車站。車站編號是OH 52。

## 概要
塔之澤站是全條小田急箱根鐵道線中使用量最少的車站，也是全線唯一全日皆沒有站員駐守，以及設置自動售票機的車站。乘客由此站上車，均須向車務員直接購買。
標高原為165米，2013年經再次勘定高度後修正為153米。
按現時的時間表，全日約有四分三的班次會在此站交換。

## 車站結構
設有單層木製站舍一座，早於90年代起已不再辦理票務事宜，2000年代曾經過翻新後，間格上作出了改動，站舍前端正門部份被拆去，改成為開放式候車空間及洗手間，後端部份則改為儲物室。
車站建於山坳，前後皆為隧道，而通往車站亦只有行人小徑，車輛皆不能到達，只能沿國道1號於「塔之澤」巴士站後，經過千歲橋後依指示牌沿小路前往，途中經過少量民居及神社，約5分鐘便可到達。
設有側式月台2個，提供2面2線配置，有效長度為3輛。原來的月台車度並不足以停靠3輛車廂，1993年進行改善工程時，把向箱根湯本站方向的部份「塔之峰隧道」削去及擴闊出口管道以設置新的轉轍器，由於車路不能直達，作業機器須依靠保線工程車把開鑿機器由箱根湯本站運送至本站，並改以大量傳統人力方式去協助開鑿。至於原有連接月台之間的平交道亦要撤去，改以行人天橋，繞過塔之峰隧道頂部，再通往另一邊月台。
設施上亦非常簡單，兩邊月台各設有一座開放式的有蓋候車亭，並且有各自的PASMO車票感應器，1號月台設於月台入口；而2號月台則設在行人天橋口。

### 月台配置
| 月台 | 路線         | 方向 | 目的地               | 備註                       |
| ---- | ------------ | ---- | -------------------- | -------------------------- |
| 1    | 箱根登山電車 | 下行 | 強羅、早雲山方向     | 早雲山方向需於強羅轉乘     |
| 2    | 箱根登山電車 | 上行 | 箱根湯本、小田原方向 | 小田原方向需於箱根湯本轉乘 |

## 車站周邊
- 塔之澤温泉
- 箱根海棠園
- 阿彌陀寺
- 深澤錢洗辯天（深澤辯財天）：剛好座落於2號月台末端靠向宮之下站方向。

## 歷史
- 1920年10月21日：開業。

## 使用情況
| 年度   | 1日平均乗車人數 |
| ------ | --------------- |
| 1998年 | 62              |
| 1999年 | 65              |
| 2000年 | 65              |
| 2001年 | 70              |
| 2002年 | 66              |
| 2003年 | 68              |
| 2004年 | 69              |
| 2005年 | 69              |
| 2006年 | 66              |
| 2007年 | 56              |
| 2008年 | 56              |

## 相鄰車站
小田急箱根
 鐵道線（箱根登山電車）
箱根湯本（OH 51）－塔之澤（OH 52）－（出山信號場）－大平台（OH 53）

## 外部連結
- 塔之澤站 （页面存档备份，存于） - 小田急箱根